# Leonrodplatz (München)
Der Leonrodplatz ist ein Platz im Münchner Stadtbezirk Neuhausen. Er wurde 1927 nach dem früheren bayerischen Justizminister Leopold von Leonrod benannt.

## Beschreibung
Der Leonrodplatz liegt an der Kreuzung der Dachauer Straße mit der Leonrodstraße und der Schwere-Reiter-Straße bzw. Dom-Pedro-Straße. Im Nordosten schließt sich der Olympiapark an.
Nach Westen wird der Leonrodplatz rund um den Beginn der Dom-Pedro-Straße geschlossen von denkmalgeschützter Bebauung vom Anfang des 20. Jahrhunderts gesäumt. Nördlich grenzt der Leonrodplatz an das im Bau befindliche (Stand: 2023) 39.000 Quadratmeter große siebenstöckige Gebäude des Strafjustizzentrums, das dort seit 2016 auf einer Großbaustelle, in die der Freistaat Bayern 300 Millionen Euro investiert, errichtet wird und 2021 bezogen werden soll. Östlich liegen seit 1982 das Pathos Transport Theater sowie seit 1993 das Schwere-Reiter-Theater und seit 2011 das „Leonrodhaus für Kunst, Kultur und Kommunikation“, wo seit 2011 verschiedenste künstlerische Sparten und kulturelle Einrichtungen in Selbstverwaltung unter seinem Dach vereint sind, das Theater Werk München am Leonrodplatz, daneben das Munich Center of Community Arts (MUCCA). Zukünftig entsteht hier das Kreativquartier Schwabing, gemäß Süddeutscher Zeitung „das lebendigste und vielseitigste Künstlerbiotop“ Münchens. Im Süden befinden sich Nachkriegsbauten mit Einzelhandelsgeschäften, die im Mai 2016 Drehort für den Tatort Die Wahrheit waren.
Auf dem Leonrodplatz kreuzen sich die Tram-Linien vom Hohenzollernplatz zum Rotkreuzplatz sowie die vom Stiglmaierplatz zum Westfriedhof und weiter nach Moosach.
Im März 2017 beschloss der Bezirksausschuss Neuhausen-Nymphenburg, über einen Gestaltungswettbewerb den Leonrodplatz zu einem Stadtteilzentrum umzubauen.
2022 wurde die Westfassade des Leonrodhauses mit einem blauen Reiter, der auf einem galoppierenden Pferd in Richtung Kreativquartier weist versehen. Das von den Künstlern Anna Sette, Karim Dabbèche und Jörg Solzbacher erstellte 220 m² große Mural soll einen Reiter (Logik) darstellen, der auf einem Pferd (Traumwelt) reitet und versucht die materielle, schnelllebige Welt zu überwinden. Inspiriert wurden die Künstler hierzu durch das Zitat von Stefan Klein: „Ideen entstehen, wenn es der Logik gelingt die Träume zu reiten“.

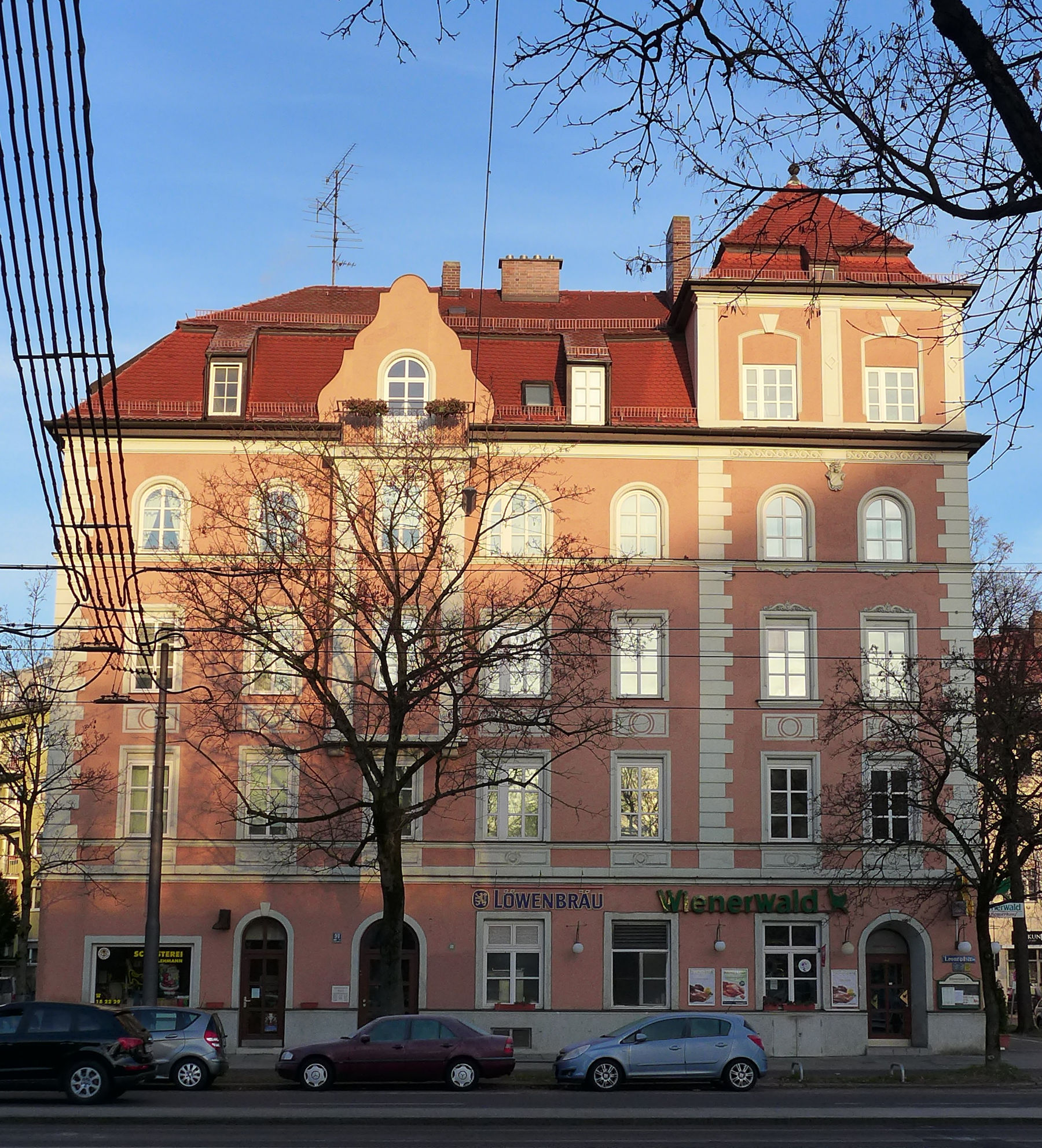
1908 von R. Barbist erbauter deutscher Renaissance-Eckbau am Leonrodplatz (Leonrodstraße 91)
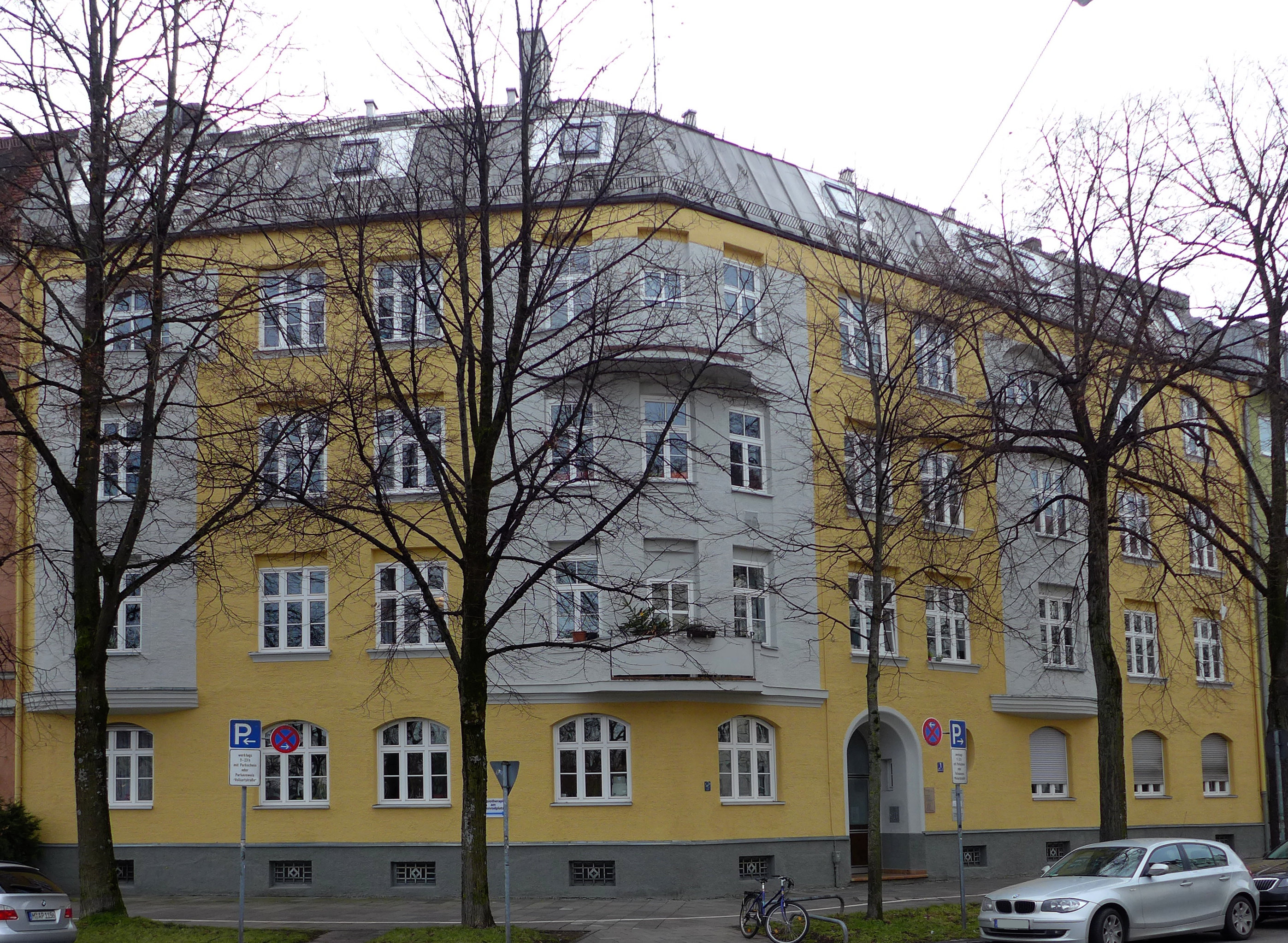
Jugendstil-Eckbau vom Anfang des 20. Jahrhunderts am Leonrodplatz (Dom-Pedro-Straße 1)
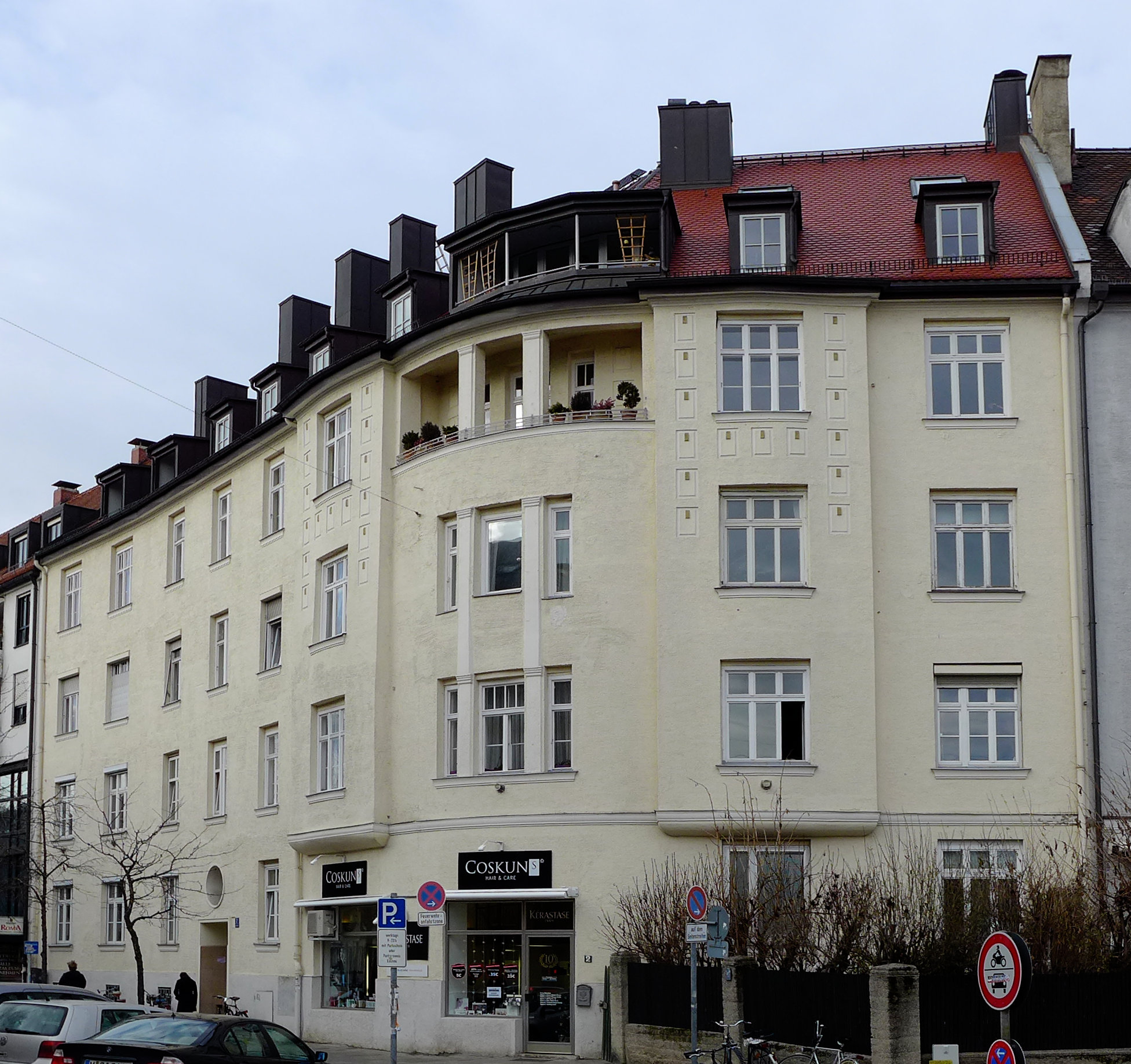
Abgerundeter Jugendstil-Eckbau vom Anfang des 20. Jahrhunderts am Leonrodplatz (Dom-Pedro-Straße 2)
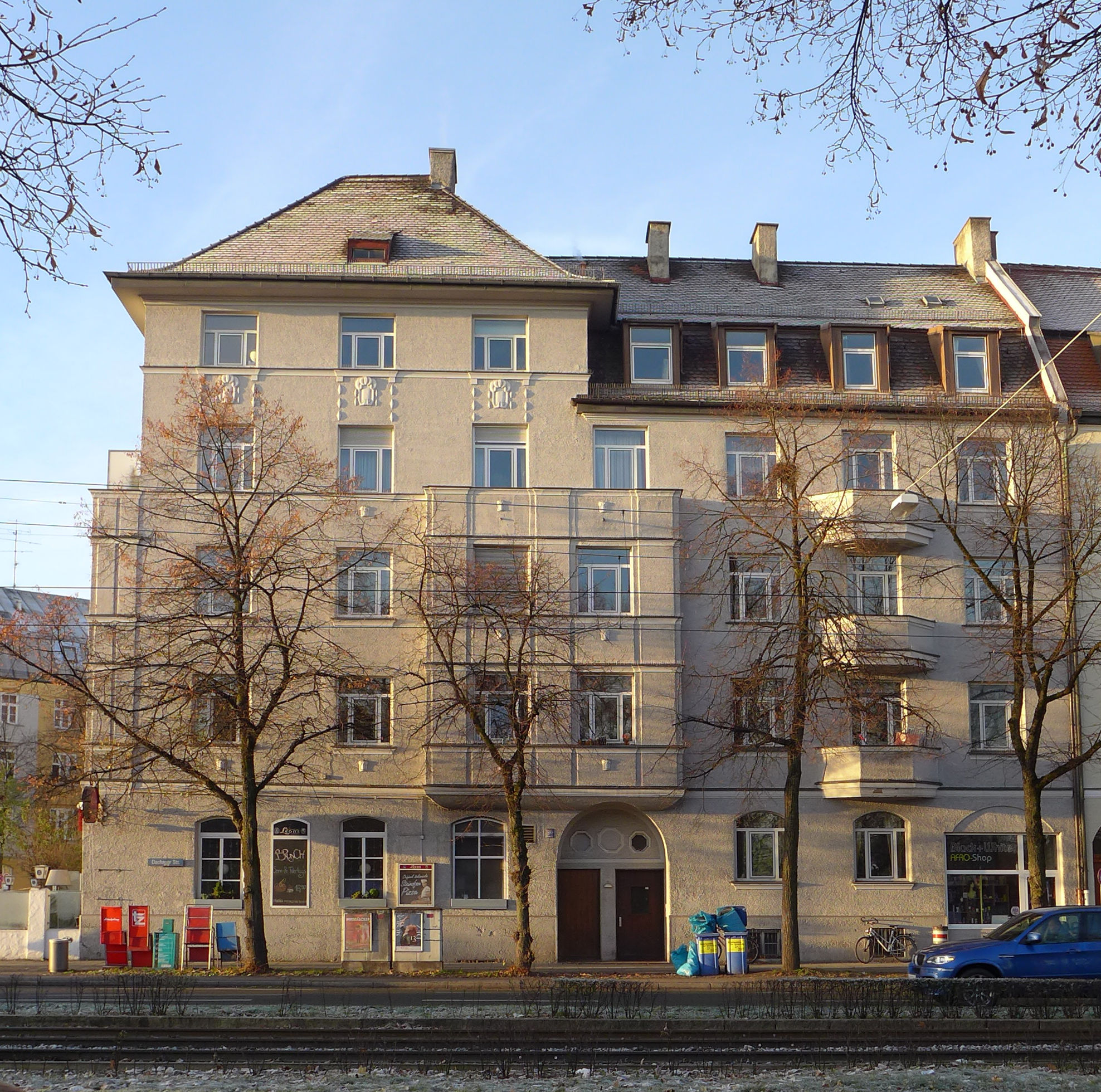
Historisierender Eckbau vom Anfang des 20. Jahrhunderts am Leonrodplatz (Dachauer Straße 185)
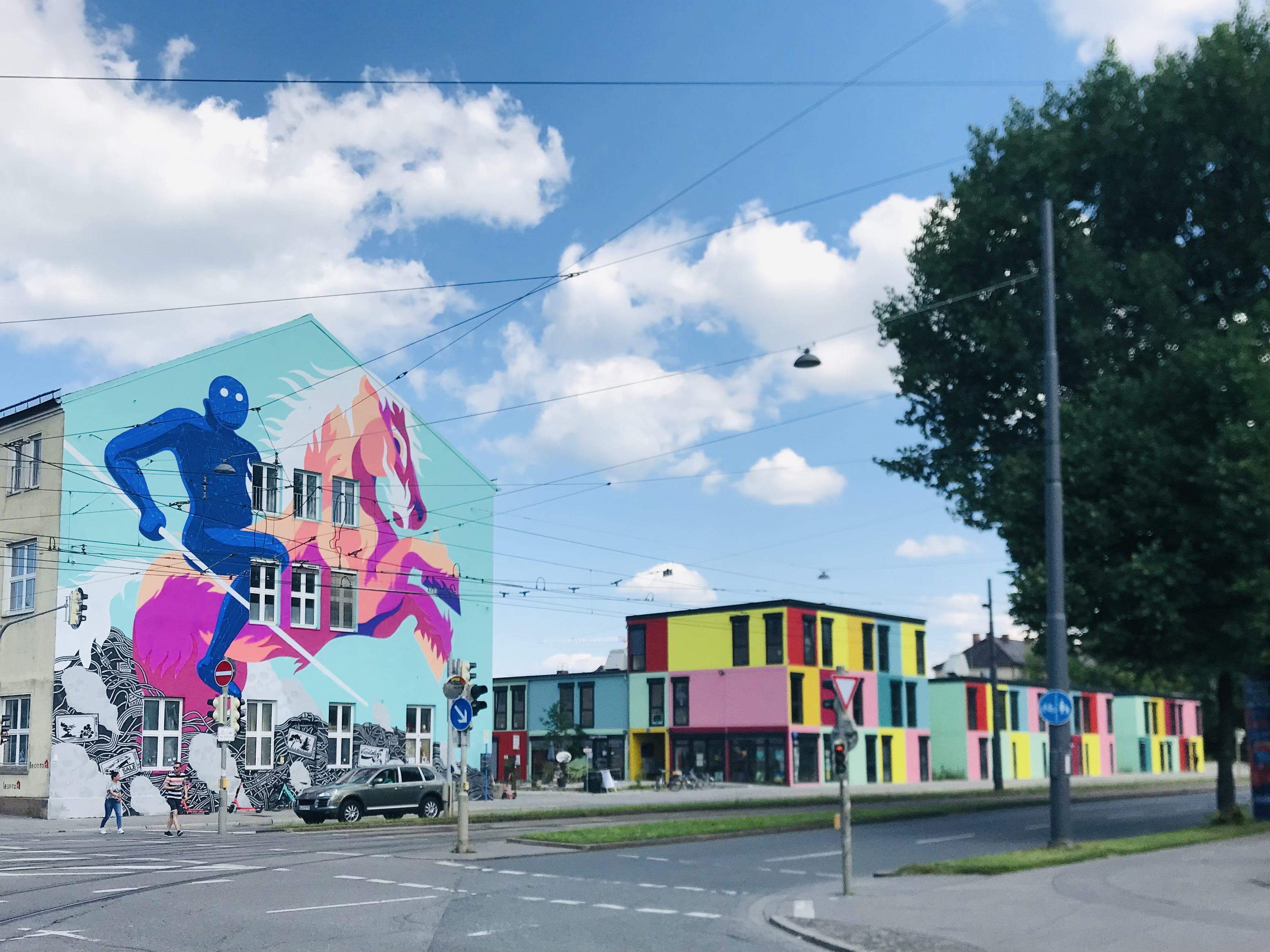
Leonrodhaus mit Mural „Blauer Reiter“ (Juni 2022)
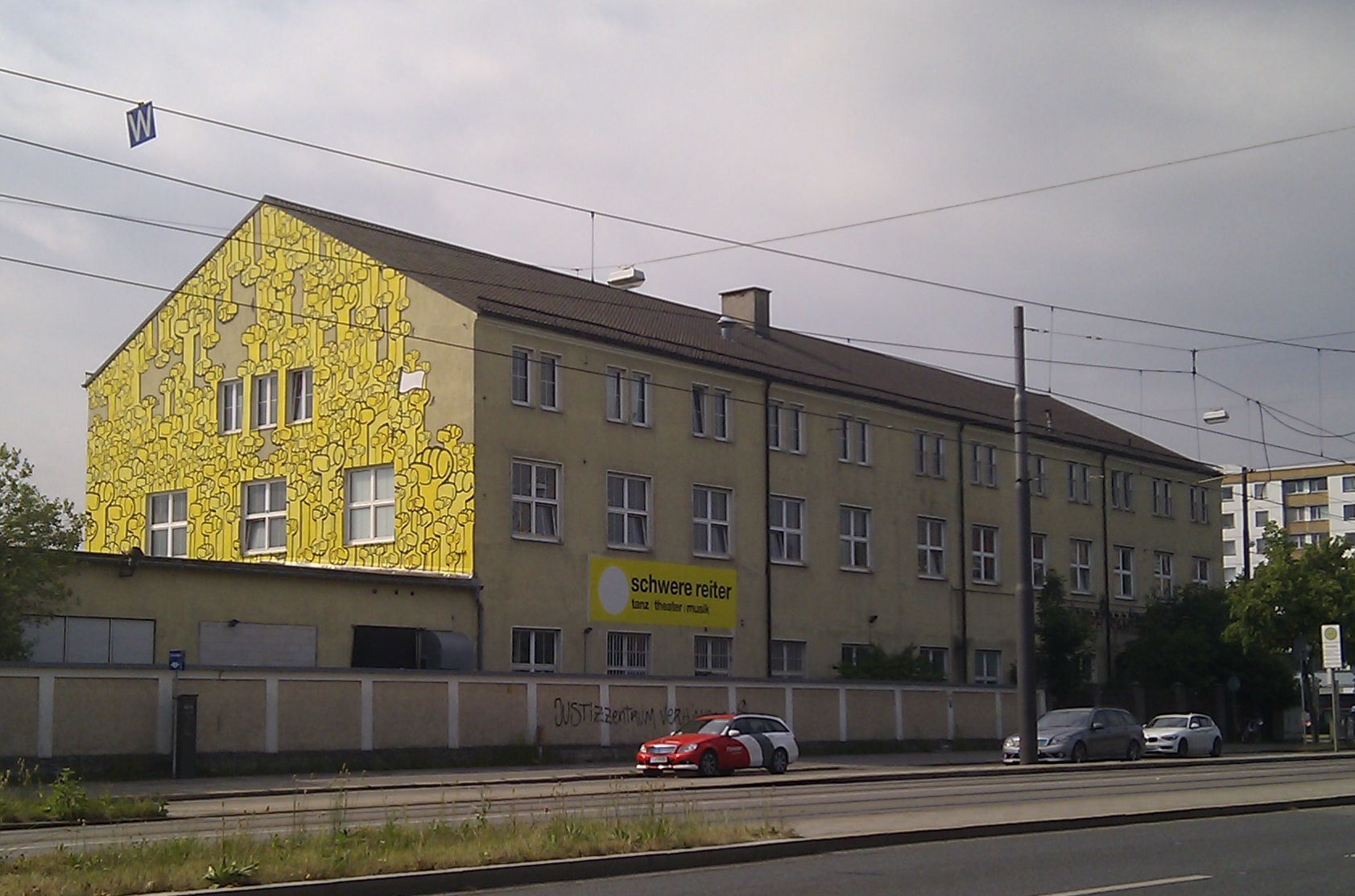
Schwere Reiter Theater am Leonrodplatz

## Geschichte

Blick über Luitpoldkaserne und Leonrodplatz (etwas links unterhalb der Bildmitte) über Nymphenburger Kanal auf Schloss Nymphenburg am oberen Bildrand (Aufnahme von um 1910).

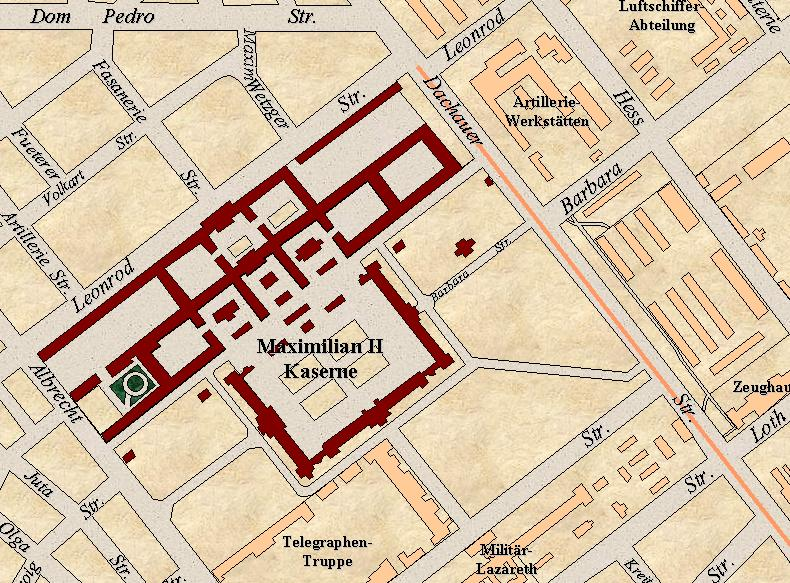
Kartenausschnitt von 1922 mit der Maximilian-II-Kaserne und dem heutigen Leonrodplatz am oberen Bildrand

Das Gebiet rund um den heutigen Leonrodplatz war bis zur Mitte des 19. Jahrhunderts noch völlig unbebaut. Später entwickelte sich rund um den heutigen Leonrodplatz das Kasernenviertel von München. Südlich des heutigen Leonrodplatzes lag von 1877 an die Maximilian-II-Kaserne als größte jemals in München errichtete Kaserne, die im Zweiten Weltkrieg zerstört wurde. 1890 war nördlich des heutigen Leonrodplatzes die Eisenbahnkaserne entstanden, auf deren Gebiet seit 2016 das neue Strafjustizzentrum entsteht. Beim Bau des Justizzentrums stieß man auf ein 1.200 Quadratmeter großes unterirdisches Bauwerk, das sich auf eine Länge von 80 Metern und eine Breite von 15 Metern in einer Tiefe von bis zu fünf Metern erstreckte und nach 1945 mit der Quartiernahme der Amerikaner mit Eisenschrott gefüllt wurde. Östlich des heutigen Leonrodplatzes befanden sich seit dem Ende des 19. Jahrhunderts die Artillerie-Werkstätten, weiter östlich daneben wurde 1896 südlich der heutigen Schwere-Reiter-Straße die Luftschiff-Kaserne (Luitpoldkaserne) gebaut und 1935 um das Barackenkasernement Oberwiesenfeld erweitert. 1926 wurden die Tonnen- und die Jutierhalle an dieser Ecke gebaut, das Gelände an der Ecke Schwere-Reiter-Straße, Leonrodplatz und Dachauer Straße u. a. von den Stadtwerken München genutzt. Als Nachfolger der Polizeifahrschule nutzte von 1995 bis Mai 2016 die Freiwillige Feuerwehr einen erheblichen Teil der Räumlichkeiten. Von 2000 bis 2003 spielten die Kammerspiele München in der Jutierhalle am Leonrodplatz.
1883 fuhr die erste Münchner Dampfstraßenbahn vom heutigen Stiglmaierplatz in das damals außerhalb gelegene Nymphenburg. Da die Züge aufgrund der Lärmentwicklung aber die Pferde auf der Nymphenburger Straße erschreckten, wurde die Linie in weniger verkehrsreiche Parallelstraßen verlegt. Am 25. Juli 1909 wurde die neue Straßenbahnverbindung vom Stiglmaier- zum Leonrodplatz erstmals befahren. 1928 folgten die Tram-Linien vom Hohenzollernplatz zum Rotkreuzplatz, 1930 wurde die Linie vom Stiglmaierplatz zum Moosacher Bahnhof verlängert.
Zu den Olympischen Spielen 1972 war im Verlauf der Dachauer Straße eine Autobrücke über den Leonrodplatz gebaut worden, die Anfang der 1990er Jahre wieder abgebrochen wurde.
In den 2010er-Jahren strebte eine Initiative um den Imam Benjamin Idriz und das Münchner Forum für Islam(MFI) den Bau einer Moschee für 800 Betende mit 20 Meter hoher Kuppel und 30 Meter hohem Minarett am Leonrodplatz an, der aber nicht realisiert wurde.